# Кули Дам (Вашингтон)
Кули Дам (енгл. Coulee Dam) град је у америчкој савезној држави Вашингтон. По попису становништва из 2010. у њему је живело 1.098 становника.

## Демографија
Према попису становништва из 2010. у граду је живело 1.098 становника, што је 54 (5,2%) становника више него 2000. године.
| Група             | 2000.       | 2010.       |
| Белци             | 662 (63,4%) | 580 (52,8%) |
| Афроамериканци    | 3 (0,3%)    | 5 (0,5%)    |
| Азијати           | 5 (0,5%)    | 8 (0,7%)    |
| Хиспаноамериканци | 29 (2,8%)   | 74 (6,7%)   |
| Укупно            | 1.044       | 1.098       |